# MY Apodis
MY Apodis eller WD 1425-811 är en ensam stjärna belägen i den södra delen av stjärnbilden Paradisfågeln. Den har en skenbar magnitud av ca 13,75 och kräver ett kraftfullt teleskop för att kunna observeras. Baserat på parallax enligt Gaia Data Release 2 på ca 47,79 mas, beräknas den befinna sig på ett avstånd på ca 68 ljusår (21 parsek) från solen. Den rör sig bort från solen med en heliocentrisk radialhastighet på ca 58 km/s.

## Egenskaper
MY Apodis är en blå till vit kompakt stjärna av spektralklass DA4.1. Den har en massa som är lika med ca 0,71 solmassa, en radie som är ca 0,011 solradier och utsänder energi från dess fotosfär motsvarande ca 0,0035 gånger solen vid en effektiv temperatur av ca 12 300 K. Astroseismologiska modeller anger att stjärnan har ett tunt yttre väteskal med en massa på 1,0×10−4 solmassa, ett mellanliggande heliumskikt på 1,5 till 2,0×10−2 solmassor och en kärna av 20 procent kol och 80 procent syre som sträcker sig ut till 60 procent av stjärnradien.
Denna kompakta stjärnrest är en pulserande vit dvärg (ZZ Ceti-stjärna) som varierar fotometriskt med en amplitud på 0,05 i skenbar magnitud. Variabiliteten med låg amplitud hos denna ZZ Ceti-analog upptäcktes av James E. Hesser et al. 1974, som fann att den hade perioder på 192,75 ± 0,1 och 113,77 ± 0,1 sekunder. År 2015 hade tio olika pulseringslägen identifierats då den hade varit stabil under fyra decennier av observation.